# Udo Ebert
Udo Ebert (* 18. Februar 1940 in Berlin) ist ein deutscher Jurist und Hochschullehrer.

## Leben
Von 1950 bis zum Abitur 1959 besuchte er das humanistische Gymnasium Johanneum in Lüneburg und studierte dann von 1959 bis 1964 Rechtswissenschaft an den Universitäten Hamburg, Heidelberg und Berlin. Nach der ersten juristischen Staatsprüfung 1964 in Heidelberg und der Promotion 1967 zum Dr. iur. an der Universität Heidelberg absolvierte er von 1965 bis 1968 den juristischen Vorbereitungsdienst in Baden-Württemberg, den er mit der zweiten juristischen Staatsprüfung 1968 in Stuttgart abschloss. Von 1969 bis 1973 war er Wissenschaftlicher Assistent bzw. Assistenzprofessor für Strafrecht an den Juristischen Fakultäten der Universitäten Heidelberg (1969–1970) und Mainz (1970–1973). Nach der Habilitation 1973 am Fachbereich Rechts- und Wirtschaftswissenschaften der Universität Mainz (venia legendi für die Fächer Strafrecht, Strafprozessrecht und Römisches Recht) lehrte er von 1973 bis 1974 als Wissenschaftlicher Rat und Professor für Strafrecht an der Juristischen Fakultät der Universität Heidelberg, von 1974 bis 1980 als Ordentlicher Professor für Strafrecht mit Nebengebieten an der Fakultät für Rechtswissenschaft der Universität Bielefeld, von 1980 bis 1994 als Ordentlicher Professor für Strafrecht, Strafprozessrecht und Römisches Recht am Fachbereich Rechts- und Wirtschaftswissenschaften der Universität Mainz und von 1995 bis zu seiner Emeritierung 2006  als Ordentlicher Professor für Strafrecht, Strafprozessrecht und Strafrechtsgeschichte an der Friedrich-Schiller-Universität Jena. Forschungsaufenthalt in Rom, Gastdozentur in Bogotá. Ebert war von 1979 bis 1980 Richter am Oberlandesgericht Hamm, von 1981 bis 1987 Richter am Oberlandesgericht Koblenz, jeweils im Nebenamt bzw. zweiten Hauptamt, und von 2000 bis 2005 ehrenamtlicher Richter (Stellvertreter) am Thüringer Verfassungsgerichtshof. 
Seit 2001 ist er Ordentliches Mitglied der Sächsischen Akademie der Wissenschaften zu Leipzig. Er war von 2003 bis 2011 Mitglied des Vorstands der internationalen Goethe-Gesellschaft in Weimar und wurde 2017 zum Ehrenmitglied ernannt.

### Forschungsschwerpunkte
Römisches Recht und seine Rezeption; Schuld im Strafrecht; strafrechtliche Aufarbeitung des NS- und des SED-Unrechts; Kultur und Strafrecht; Literatur und Recht.

## Schriften (Auswahl)
- Die Geschichte des Edikts De hominibus armatis coactisve. Heidelberg 1968, OCLC 2321726.
- Der Überzeugungstäter in der neueren Rechtsentwicklung. Zugleich ein Versuch zu seiner Beurteilung de lege lata. Berlin 1975, ISBN 3-428-03400-7.
- Erfolge, Defizite und Möglichkeiten strafrechtlicher Aufarbeitung von SED-Unrecht in vorwiegend dogmatischer Hinsicht. Expertise. In: Deutscher Bundestag (Hrsg.): Materialien der Enquete-Kommission "Überwindung der Folgen der SED-Diktatur im Prozess der deutschen Einheit" (13. Wahlperiode des Deutschen Bundestages). Band II/2. Baden-Baden 1999, S. 1381–1523. ISBN 3-7890-6354-1.
- Strafrecht. Allgemeiner Teil, 3. Auflage. Heidelberg 2001, ISBN 3-8252-2188-1.
- Die „Banalität des Bösen“. Herausforderung für das Strafrecht (Sitzungsberichte der Sächsischen Akademie der Wissenschaften zu Leipzig, Philologisch-historische Klasse, Band 140, Heft 6). Stuttgart/Leipzig 2010, ISBN 978-3-7776-2106-7.
- Kulturkonflikte als Rechtskonflikte – Über rechtliche Grundlagen und Grenzen der Multikulturalität in Deutschland, in: Zeitschrift für die gesamte Strafrechtswissenschaft 130 (2018), S. 179–210.